# Planetarium (film)
Planetarium è un film del 2016 diretto da Rebecca Zlotowski.

## Trama
Fine anni 30. Laura e Kate Barlow sono due sorelle americane che praticano sedute spiritiche. A Parigi, durante il loro tour europeo, incontrano André Korben, un rinomato produttore cinematografico francese. Visionario e controverso, Korben è il proprietario di uno dei più grandi studi cinematografici della Francia, dove produce film utilizzando costose tecniche d'avanguardia. Benché scettico, Korben decide per gioco di sottoporsi ad una seduta spiritica privata con le due ragazze. Profondamente colpito da questa esperienza, offre alle sorelle ospitalità e stipula con loro un contratto allo scopo di compiere un ambizioso esperimento: dirigere il primo vero film sull'esistenza dei fantasmi. Ma Laura capisce ben presto che vi sono ragioni ben più oscure che legano Korben a loro...